# Тхонъён
Тхонъён (кор. 통영시?, 統營市?, Тхонъён-си), ранее известный как Чхунму (кор. 충무?, 忠武?) — город в провинции Кёнсан-Намдо, Южная Корея.

## История
В эпоху Самхан на месте современного Тхонъёна располагался племенной союз Коджамидон, входящий в Пёнхан. Затем на этих землях располагалось государство Сокая. В эпоху Трёх корейских государств здесь был образован уезд Коджа (Коджагун), который дал начало современному уезду Косон. В 1018 году был образован уезд Кодже (Коджегун), а в 1900 году — уезд Чиннам (Чиннамгун), позднее переименованный в Йоннам. В 1914 году эти два уезда были объединены и образовали уезд Тхонъён. В 1953 году Кодже был выделен из состава Тхонъёна. В 1995 году уезд Тхонъён был объединён с соседним городом Чхунму и получил статус города (си).

## География
Тхонъён расположен в южной части провинции Кёнсан-Намдо на берегу Корейского пролива. Некоторые части города расположены на островах (всего 151 остров, из которых 48 обитаемые). Ландшафт преимущественно горный, сельское хозяйство слабо развито, в основном жители занимаются рыболовством. Климат находится под существенным влиянием океана. Часты тайфуны.

## Административное деление
Тхонъён административно делится на 1 ып, 6 мёнов и 11 тонов (донов)
:
| Название        | Хангыль | Площадь, км²              | Население, чел                  | Внутреннее деление |
| --------------- | ------- | ------------------------- | ------------------------------- | ------------------ |
| Санян-ып        | 산양읍  | 39,38                     | 2 412                           | 5 ри               |
| Йокчи-мён       | 욕지면  | 23,74                     | 4 793                           | 6 ри               |
| Йоннам-мён      | 용남면  | 16,9                      | 10 849                          | 11 ри              |
| Квандо-мён      | 광도면  | 42,3                      | 13 083                          | 7 ри               |
| Сарян-мён       | 사량면  | 26,83                     | 1 907                           | 4 ри               |
| Тосан-мён       | 도산면  | 38,23                     | 3 637                           | 7 ри               |
| Инпхён-дон      | 인평동  | 4,97                      | 5 494                           |                    |
| Мёнджон-дон     | 명정동  | 3,92                      | 5 110                           |                    |
| Мису 2(и)-дон   | 미수2동 | 2,48 вместе с Мису-Ильдон | 12 859 вместе с Мису 1(иль)-дон | Входит в Мисудон   |
| Мису 1(иль)-тон | 미수1동 | 2,48 вместе с Мису-Идон   | 12 859 вместе с Мису 2(и)-дон   | Входит в Мису-дон  |
| Муджон-дон      | 무전동  | 1,84                      | 14 251                          |                    |
| Понпхён-дон     | 봉평동  | 1,69                      | 6 401                           |                    |
| Пуксин-дон      | 북신동  | 1,06                      | 12 694                          |                    |
| Тонам-дон       | 도남동  | 2,11                      | 7 918                           |                    |
| Точхон-дон      | 도천동  | 1,45                      | 7 634                           |                    |
| Чоннян-дон      | 정량동  | 1,93                      | 12 337                          |                    |
| Чунан-дон       | 중앙동  | 0,67                      | 7 337                           |                    |

## Туризм и достопримечательности
- Буддийский храм Чоннёльса. Спустя семь лет после окончания Имджинской войны знатным воеводой Ли Унёном здесь было построено святилище. Сейчас архитектурный ансамбль Чоннёльса восстановлен, храм открыт для посещения туристами[4].
- Парк скульптур Наммансан[5].
- Исторический музей Тхонъёна[6].
- Фестиваль Хансан Тэчхоп. Фестиваль посвящён морской победе флота адмирала Ли Сунсина над японским флотом у острова Хансандо во время Имджинской войны. В программе фестиваля костюмированные шествия, театральные постановки, выступления фольклорных коллективов[7].

## Символы
Как и остальные города и уезды Южной Кореи, Тхонъён имеет ряд символов:
- Птица: чайка — символизирует удачу.
- Дерево, цветок: красная камелия — символизирует силу духа и целеустремлённость.

## Города-побратимы
Тхонъён является городом-побратимом следующих городов:
- Каннамгу, Сеул, Республика Корея
- Квачхон, провинция Кёнгидо, Республика Корея
- Йосу, провинция Чолла-Намдо, Республика Корея
- Хапчхон, провинция Кёнсан-Намдо, Республика Корея
- Саяма, префектура Сайтама, Япония
- Тамано, префектура Окаяма, Япония
- Ридли[англ.], штат Калифорния, США
- Жунчэн, провинция Шаньдун, Китай